# Первый кабинет Дональда Трампа
Первый кабинет Дональда Трампа — администрация 45-го президента США Дональда Трампа, возглавлявшая исполнительную власть Соединённых Штатов Америки во время его первого президентства с 20 января 2017 года по 20 января 2021 года.

## Избрание Дональда Трампа

### Ход предвыборной кампании
В ходе праймериз Республиканской партии победителем стал Дональд Трамп, одержавший победу в 36 штатах, а также на Северных Марианских Островах. Вице-президентом США от Республиканской партии был определён губернатор Индианы Майк Пенс. Съезд Республиканской партии, прошедший 18—21 июля 2016 года, утвердил Дональда Трампа официальным кандидатом в президенты США, а Майкла Пенса официальным кандидатом в вице-президенты США от Республиканской партии.

### Выборы
8 ноября 2016 года на президентских выборах Трамп заручился поддержкой 306 из 538 выборщиков при необходимом минимуме в 270 голосов, что обеспечило его приход к власти 20 января 2017 года.
Был распущен 20 января 2021 года после истечения президентских полномочий Дональда Трампа и прихода к власти администрации 46-го президента США Джо Байдена.
20 января 2025 года, после победы Трампа на президентских выборах 2024 года начал работу его второй кабинет.

## Формирование Кабинета

### Промежуточный период, начало формирования кабинета
Промежуточный период начался, когда Трамп был выбран президентом 8 ноября 2016 года. Во время промежуточного периода команда Дональда Трампа стала составлять список претендентов на различные должности Кабинета и аппарата Белого дома. Ядро администрации Трампа могут сформировать бывший мэр Нью-Йорка Рудольф Джулиани, а также экс-спикер палаты представителей конгресса США Ньют Гингрич. Источники газеты The Wall Street Journal в команде Трампа утверждают, что на пост генерального прокурора обсуждается кандидатура губернатора Нью-Джерси Криса Кристи, который сейчас является высокопоставленным советником Трампа и губернатора Арканзаса Асы Хатчинсона. На пост министра здравоохранения и социальных служб рассматривается кандидатура нейрохирурга Бена Карсона и бывшего губернатора штата Луизиана Бобби Джиндла.
24 ноября 2016 года The New York Times высказала предположение, что из-за раскола среди республиканцев по поводу кандидатуры на должность государственного секретаря (сторонники Рудольфа Джулиани и Митта Ромни долго не приходили к соглашению), Трамп может остановить неожиданный выбор на генералах — Джоне Ф. Келли или Дэвиде Петреусе; позднее в числе возможных кандидатов на эту должность стали называть председателя совета директоров и CEO корпорации ExxonMobil Рекса Тиллерсона.
В качестве возможного кандидата на пост министра финансов в будущей администрации рассматривались генеральный директор банка JPMorgan Chase Джеймс Даймон и глава комитета по финансовым услугам в палате представителей США Джеб Хенсарлинг, а также финансовый руководитель избирательной кампании Трампа, бывший сотрудник инвестиционного банка Goldman Sachs Стивен Мнучин, который 30 ноября и был официально выдвинут на эту должность.
24 ноября 2016 года появились сообщения, что Трамп предложит Сенату кандидатуру Уилбура Росса для утверждения в должности министра торговли.
В числе возможных кандидатов на должность министра внутренней безопасности США пресса называла шерифа округа Милуоки Дэвида Кларка (28 ноября Трамп провёл с ним личную встречу).

### Состав Кабинета
| Кабинет Дональда Трампа | Кабинет Дональда Трампа                              | Кабинет Дональда Трампа                                                                                               | Кабинет Дональда Трампа                                                                |
| --- | ---------------------------------------------------- | --- | -------------------------------------------------------------------------------------- |
| Кандидатура, утверждённая Сенатом США Кандидатура, не требующая утверждения Сената Кандидатура, утверждённая комитетом Сената Кандидатура, отклонённая Сенатом США, его комитетом, либо отозвана Кандидатура ожидает утверждения Лицо, временно исполняющее обязанности, но официально не предложенное Сенату США на утверждение |                                                      | |                                                                                        |
| Должность Анонсирован / вступил в должность | Кандидатура                                          | Должность Анонсирован / вступил в должность                                                                           | Кандидатура                                                                            |
| — Вице-президент Анонсирован 15 июля 2016 Избран 8 ноября 2016 Вступил в должность 20 января 2017 | Бывший губернатор Индианы Майк Пенс                  | — Государственный секретарь Анонсирован 13 марта 2018 Вступил в должность 26 апреля 2018                              | Бывший директор ЦРУ Майк Помпео                                                        |
| — Министр финансов Анонсирован 30 ноября 2016 Вступил в должность 13 февраля 2017 | Бывший CEO OneWest Bank Стивен Мнучин                | — И. о. министра обороны Анонсирован 9 ноября 2020 Вступил в должность 9 ноября 2020                                  | Директор Национального контртеррористического центра Кристофер Миллер                  |
| — И. о.генерального прокурора США Анонсирован 15 декабря 2020 Вступил в должность 24 декабря 2020 | Заместитель генерального прокурора США Джеффри Розен | — Министр внутренних дел Анонсирован 15 декабря 2018 Вступил в должность 2 января 2019                                | Заместитель министра Дэвид Бернхардт                                                   |
| — Министр сельского хозяйства Анонсирован 18 января 2017 Вступил в должность 25 апреля 2017 | Бывший губернатор Сонни Пердью                       | — Министр торговли Анонсирован 30 ноября 2016 Вступил в должность 28 февраля 2017                                     | Уилбур Росс                                                                            |
| — Министр труда Анонсирован 18 июля 2019 Вступил в должность 30 сентября 2019 | Бывший солиситор Министерства труда Юджин Скалиа     | — Министр здравоохранения и социальных служб Вступил в должность 29 января 2018                                       | Президент Lilly USA, LLC Алекс Азар                                                    |
| — Министр жилищного строительства и городского развития Анонсирован 5 декабря 2016 Вступил в должность 2 марта 2017 | Бен Карсон                                           | — И. о. министра транспорта Анонсирован 7 января 2021 Вступил в должность 11 января 2021                              | Заместитель министра Стивен Джилл Брэдбери                                             |
| — Министр энергетики Анонсирован 18 октября 2019 Вступил в должность 2 декабря 2019 | Бывший Заместитель министра Дэн Бруйетт              | — И. о. министра образования Вступил в должность 8 января 2021                                                        | Заместитель министра образования Мик Зейс                                              |
| — Министр по делам ветеранов И. о. с 28 марта 2018 Анонсирован 18 мая 2018 Вступил в должность 30 июля 2018 | Бывший Заместитель министра Роберт Уилки             | — И. о. министра внутренней безопасности Анонсирован 11 января 2021 Вступил в должность 12 января 2021                | Директор FEMA Пит Гейнор                                                               |
| Должностные лица в ранге членов Кабинета, не входящие в Кабинет |                                                      | |                                                                                        |
| Должность Анонсирован / вступил в должность | Кандидатура                                          | Должность Анонсирован / вступил в должность                                                                           | Кандидатура                                                                            |
| — Глава аппарата Белого дома Анонсирован 6 марта 2020 Вступил в должность 31 марта 2020 | Бывший член Палаты представителей США Марк Медоуз    | — Торговый представитель США Анонсирован 3 января 2017 Вступил в должность 15 мая 2017                                | Роберт Лайтхайзер                                                                      |
| — Директор Национальной разведки Анонсирован 28 февраля 2020 Вступил в должность 26 мая 2020 | Бывший член Палаты представителей США Джон Рэтклифф  | — Постоянный представитель США при ООН                                                                                | После отставки 31 декабря 2018 года Никки Хейли должность выведена из состава Кабинета |
| — Директор Административно-бюджетного управления Анонсирован 2 января 2019 Вступил в должность 2 января 2019 | Заместитель директора АБУ Рассел Воут                | — Директор ЦРУ Анонсирована 13 марта 2018 Вступила в должность 26 апреля 2018                                         | Бывший заместитель директора ЦРУ Джина Хаспел                                          |
| — Администратор Агентства по охране окружающей среды Анонсирован 5 июля 2018 Вступил в должность 9 июля 2018 | Бывший заместитель администратора АООС Эндрю Уилер   | — Администратор Управления по делам малого бизнеса США Анонсирована 4 апреля 2019 Вступила в должность 14 января 2020 | Казначей США Ховита Карранса                                                           |

## Хронология утверждения кандидатур
| Процесс утверждения кандидатур Кабинета Сенатом США   | Процесс утверждения кандидатур Кабинета Сенатом США | Процесс утверждения кандидатур Кабинета Сенатом США | Процесс утверждения кандидатур Кабинета Сенатом США | Процесс утверждения кандидатур Кабинета Сенатом США | Процесс утверждения кандидатур Кабинета Сенатом США | Процесс утверждения кандидатур Кабинета Сенатом США | Процесс утверждения кандидатур Кабинета Сенатом США |
| Должность                                             | Имя                                                 | Анонс кандидата                                     | Слушания                                            | Дата голосования комитета(ов)                       | Голосование комитета                                | Дата голосования Сената                             | Голосование Сената                                  |
| ----------------------------------------------------- | --------------------------------------------------- | --------------------------------------------------- | --------------------------------------------------- | --------------------------------------------------- | --------------------------------------------------- | --------------------------------------------------- | --------------------------------------------------- |
| Государственный секретарь                             | Рекс Тиллерсон                                      | 13 декабря 2016                                     | 11 января 2017                                      | 23 января 2017                                      | 11-10                                               | 1 февраля 2017                                      | 56-43                                               |
| Государственный секретарь                             | Майк Помпео                                         | 13 марта 2018                                       | 12 апреля 2018                                      | 23 апреля 2018                                      | 11-9                                                | 26 апреля 2018                                      | 57-42                                               |
| Министр финансов                                      | Стивен Мнучин                                       | 30 ноября 2016                                      | 19 января 2017                                      | 1 февраля 2017                                      | 14-0                                                | 13 февраля 2017                                     | 53-47                                               |
| Министр обороны                                       | Джеймс Мэттис                                       | 1 декабря 2016                                      | 12 января 2017                                      | 18 января 2017                                      | 26-1                                                | 20 января 2017                                      | 98-1                                                |
| Министр обороны                                       | Марк Эспер                                          | 24 июня 2019                                        | 16 июля 2019                                        | 18 июля 2019                                        | 26-1                                                | 23 июля 2019                                        | 90-8                                                |
| Генеральный прокурор                                  | Джефф Сешнс                                         | 18 ноября 2016                                      | 10 января 2017                                      | 1 февраля 2017                                      | 11-9                                                | 8 февраля 2017                                      | 52-47                                               |
| Генеральный прокурор                                  | Уильям Барр                                         | 7 декабря 2018                                      | 15 января 2019                                      | 7 февраля 2019                                      | 12-10                                               | 14 февраля 2019                                     | 54-45                                               |
| Министр внутренних дел                                | Райан Зинке                                         | 15 декабря 2016                                     | 17 января 2017                                      | 31 января 2017                                      | 16-6                                                | 1 марта 2017                                        | 68-31                                               |
| Министр внутренних дел                                | Дэвид Бернхардт                                     | 4 февраля 2019                                      | 28 марта 2019                                       | 14 апреля 2019                                      | 14-6                                                | 11 апреля 2019                                      | 56-41                                               |
| Министр сельского хозяйства                           | Сонни Пердью                                        | 18 января 2017                                      | 23 марта 2017                                       | 30 марта 2017                                       | Устное голосование (19-1)                           | 24 апреля 2017                                      | 87-11                                               |
| Министр торговли                                      | Уилбур Росс                                         | 30 ноября 2016                                      | 18 января 2017                                      | 24 января 2017                                      | Устное голосование                                  | 27 февраля 2017                                     | 72-27                                               |
| Министр труда                                         | Эндрю Паздер                                        | 8 декабря 2016                                      | Кандидатура отозвана 15 февраля 2017                | Кандидатура отозвана 15 февраля 2017                | Кандидатура отозвана 15 февраля 2017                | Кандидатура отозвана 15 февраля 2017                | Кандидатура отозвана 15 февраля 2017                |
| Министр труда                                         | Александр Акоста                                    | 16 февраля 2017                                     | 22 марта 2017                                       | 30 марта 2017                                       | 12-11                                               | 27 апреля 2017                                      | 60-38                                               |
| Министр труда                                         | Юджин Скалиа                                        | 18 июля 2019                                        | 19 сентября 2019                                    | 24 сентября 2019                                    | 12-11                                               | 26 сентября 2019                                    | 53-44                                               |
| Министр здравоохранения и социальных служб            | Том Прайс                                           | 29 ноября 2016                                      | 18 января 2017                                      | 1 февраля 2017                                      | 14-0                                                | 10 февраля 2017                                     | 52-47                                               |
| Министр здравоохранения и социальных служб            | Алекс Азар                                          | 13 ноября 2017                                      |                                                     |                                                     |                                                     | 24 января 2018                                      | 55-43                                               |
| Министр жилищного строительства и городского развития | Бен Карсон                                          | 5 декабря 2016                                      | 12 января 2017                                      | 24 января 2017                                      | 23-0                                                | 2 марта 2017                                        | 58-41                                               |
| Министр транспорта                                    | Элейн Чао                                           | 29 ноября 2016                                      | 11 января 2017                                      | 24 января 2017                                      | Устное голосование                                  | 31 января 2017                                      | 93-6                                                |
| Министр энергетики                                    | Рик Перри                                           | 14 декабря 2016                                     | 19 января 2017                                      | 31 января 2017                                      | 16-7                                                | 2 марта 2017                                        | 62-37                                               |
| Министр энергетики                                    | Дэн Бруйетт                                         | 18 октября 2019                                     | 14 ноября 2019                                      | 14 ноября 2019                                      |                                                     | 2 декабря 2019                                      | 70-15                                               |
| Министр образования                                   | Бетси Девос                                         | 23 ноября 2016                                      | 17 января 2017                                      | 31 января 2017                                      | 12-11                                               | 7 февраля 2017                                      | 51-50                                               |
| Министр по делам ветеранов                            | Дэвид Шулкин                                        | 11 января 2017                                      | 1 февраля 2017                                      | 7 февраля                                           | 15-0                                                | 13 февраля 2017                                     | 100-0                                               |
| Министр по делам ветеранов                            | Ронни Джексон                                       | 28 марта 2018                                       | Кандидатура отозвана 26 апреля 2018                 | Кандидатура отозвана 26 апреля 2018                 | Кандидатура отозвана 26 апреля 2018                 | Кандидатура отозвана 26 апреля 2018                 | Кандидатура отозвана 26 апреля 2018                 |
| Министр по делам ветеранов                            | Роберт Уилки                                        | 18 мая 2018                                         |                                                     | 10 июля 2018                                        | 14-1                                                | 23 июля 2018                                        | 86-9                                                |
| Министр внутренней безопасности                       | Джон Келли                                          | 7 декабря 2016                                      | 10 января 2017                                      | 18 января 2017                                      | Устное голосование (14-1)                           | 20 января 2017                                      | 88-11                                               |
| Министр внутренней безопасности                       | Кирстен Нильсен                                     | 11 октября 2017                                     |                                                     |                                                     |                                                     | 5 декабря 2017                                      | 62-37                                               |
| Министр внутренней безопасности                       | Чед Вулф                                            | 25 августа 2020                                     | 23 сентября 2020                                    | 30 сентября 2020                                    | 6-3                                                 | Кандидатура отозвана 7 января 2021                  | Кандидатура отозвана 7 января 2021                  |
| Торговый представитель США                            | Роберт Лайтхайзер                                   | 3 января 2017                                       | 14 марта 2017                                       | 25 апреля 2017                                      | 26-0                                                | 11 мая 2017                                         | 82-14                                               |
| Директор Национальной разведки                        | Дэн Коутс                                           | 7 января 2017                                       | 28 февраля 2017                                     | 9 марта 2017                                        | 13-2                                                | 15 марта 2017                                       | 85-12                                               |
| Директор Национальной разведки                        | Джон Рэтклифф                                       | 28 июля 2019                                        | Кандидатура отозвана 2 августа 2019                 | Кандидатура отозвана 2 августа 2019                 | Кандидатура отозвана 2 августа 2019                 | Кандидатура отозвана 2 августа 2019                 | Кандидатура отозвана 2 августа 2019                 |
| Директор Национальной разведки                        | Джон Рэтклифф                                       | 28 февраля 2020                                     | 5 мая 2020                                          | 19 мая 2020                                         | 8-7                                                 | 21 мая 2020                                         | 49-44                                               |
| Постоянный представитель США при ООН                  | Никки Хейли                                         | 23 ноября 2016                                      | 18 января 2017                                      | 24 января 2017                                      | Устное голосование (19-2)                           | 24 января 2017                                      | 96-4                                                |
| Постоянный представитель США при ООН                  | Хизер Науэрт                                        | 7 декабря 2018                                      | Отказалась от выдвижения 16 февраля 2019            | Отказалась от выдвижения 16 февраля 2019            | Отказалась от выдвижения 16 февраля 2019            | Отказалась от выдвижения 16 февраля 2019            | Отказалась от выдвижения 16 февраля 2019            |
| Постоянный представитель США при ООН                  | Келли Найт Крафт                                    | 22 февраля 2019                                     | 19 июня 2019                                        | 25 июля 2019                                        | 15-7                                                | 31 июля 2019                                        | 56-34                                               |
| Директор Административно-бюджетного управления        | Мик Малвейни                                        | 16 декабря 2016                                     | 24 января 2017                                      | 2 февраля 2017                                      | 12-11, 8-7                                          | 16 февраля 2017                                     | 51-49                                               |
| Директор ЦРУ                                          | Майк Помпео                                         | 18 ноября 2016                                      | 12 января 2017                                      | 20 января 2017                                      | Устное голосование                                  | 23 января 2017                                      | 66-32                                               |
| Директор ЦРУ                                          | Джина Хаспел                                        | 13 марта 2018                                       | 9 мая 2018                                          | 16 мая 2018                                         | 10-5                                                | 17 мая 2018                                         | 54-45                                               |
| Администратор Агентства по охране окружающей среды    | Скотт Прюитт                                        | 7 декабря 2016                                      | 18 января 2017                                      | 2 февраля 2017                                      | 11-0                                                | 17 февраля 2017                                     | 52-46                                               |
| Администратор Агентства по охране окружающей среды    | Эндрю Уилер                                         | 16 ноября 2018                                      | 16 января 2019                                      | 5 февраля 2019                                      | 11-10                                               | 28 февраля 2019                                     | 52-47                                               |
| Администратор Управления по делам малого бизнеса      | Линда Макмэн                                        | 7 декабря 2016                                      | 24 января 2017                                      | 31 января 2017                                      | 18-1                                                | 14 февраля 2017                                     | 81-19                                               |
| Администратор Управления по делам малого бизнеса      | Ховита Карранса                                     | 4 апреля 2019                                       | 11 декабря 2019                                     | 18 декабря 2019                                     | 17-2                                                | 7 января 2020                                       | 88-5                                                |

## Другие важные назначения
В числе претендентов на должность директора ЦРУ пресса называла бывшего председателя Комитета Палаты представителей США по разведке Питера Хукстру, бывшую советницу президента Джорджа Буша-младшего по вопросам внутренней безопасности Фрэнсис Таунсенд и отставного генерал-лейтенанта, бывшего директора Разведывательного управления Министерства обороны США Рональда Л. Бёрджесса. 18 ноября окончательный выбор был сделан в пользу конгрессмена Майка Помпео.
5 января 2017 года Трамп назвал бывшего посла США в Германии и сенатора от Индианы Дэна Коутса, состоявшего в Комитета Сената по разведке, своим кандидатом на должность директора Национальной разведки.
| Должность                                          | Имя и фамилия                      | Изображение                        | В должности                               |
| Исполнительный офис президента США                 | Исполнительный офис президента США | Исполнительный офис президента США | Исполнительный офис президента США        |
| -------------------------------------------------- | ---------------------------------- | ---------------------------------- | ----------------------------------------- |
| Советник президента                                | Стивен Бэннон                      |                                    | 20 января — 18 августа 2017               |
| Советник президента                                | Келлиэнн Конуэй                    |                                    | 20 января 2017 — 31 августа 2020          |
| Советник президента                                | Дина Пауэлл                        |                                    | 20 января 2017 — 12 января 2018           |
| Советник президента                                | Джонни Дестефано                   |                                    | 9 февраля 2018 — 24 мая 2019              |
| Советник президента                                | Хоуп Хикс                          |                                    | 9 марта 2020 — 12 января 2021             |
| Советник президента                                | Дерек Лайонс                       |                                    | 20 мая 2020 — 20 января 2021              |
| Советник по национальной безопасности              | Майкл Флинн                        |                                    | 20 января 2017 — 13 февраля 2017          |
| Советник по национальной безопасности              | Кит Келлог                         |                                    | и. о. 13 февраля 2017 — 20 февраля 2017   |
| Советник по национальной безопасности              | Герберт Макмастер                  |                                    | 20 февраля 2017 — 9 апреля 2018           |
| Советник по национальной безопасности              | Джон Болтон                        |                                    | 9 апреля 2018 — 10 сентября 2019          |
| Советник по национальной безопасности              | Чарльз Купперман                   |                                    | и. о. 10 сентября 2019 — 18 сентября 2019 |
| Советник по национальной безопасности              | Роберт О’Брайен                    |                                    | 18 сентября 2019 — 20 января 2021         |
| Заместитель советника по национальной безопасности | Кэтлин Макфарленд                  |                                    | 20 января 2017 — ок. 19 мая 2017          |
| Заместитель советника по национальной безопасности | Рики Уэддел                        |                                    | ок. 19 мая 2017 — 15 мая 2018             |
| Заместитель советника по национальной безопасности | Мира Рикардел                      |                                    | 15 мая 2018 — 14 ноября 2018              |
| Заместитель советника по национальной безопасности | Чарльз Купперман                   |                                    | 11 января 2019 — 22 сентября 2019         |
| Заместитель советника по национальной безопасности | Мэттью Поттингер                   |                                    | 22 сентября 2019 — 7 января 2021          |
| Директор национального экономического совета       | Гэри Кон                           |                                    | 20 января 2017 — 2 апреля 2018            |
| Директор национального экономического совета       | Ларри Кадлоу                       |                                    | 2 апреля 2018 — 20 января 2021            |